# Xì gà Cohiba

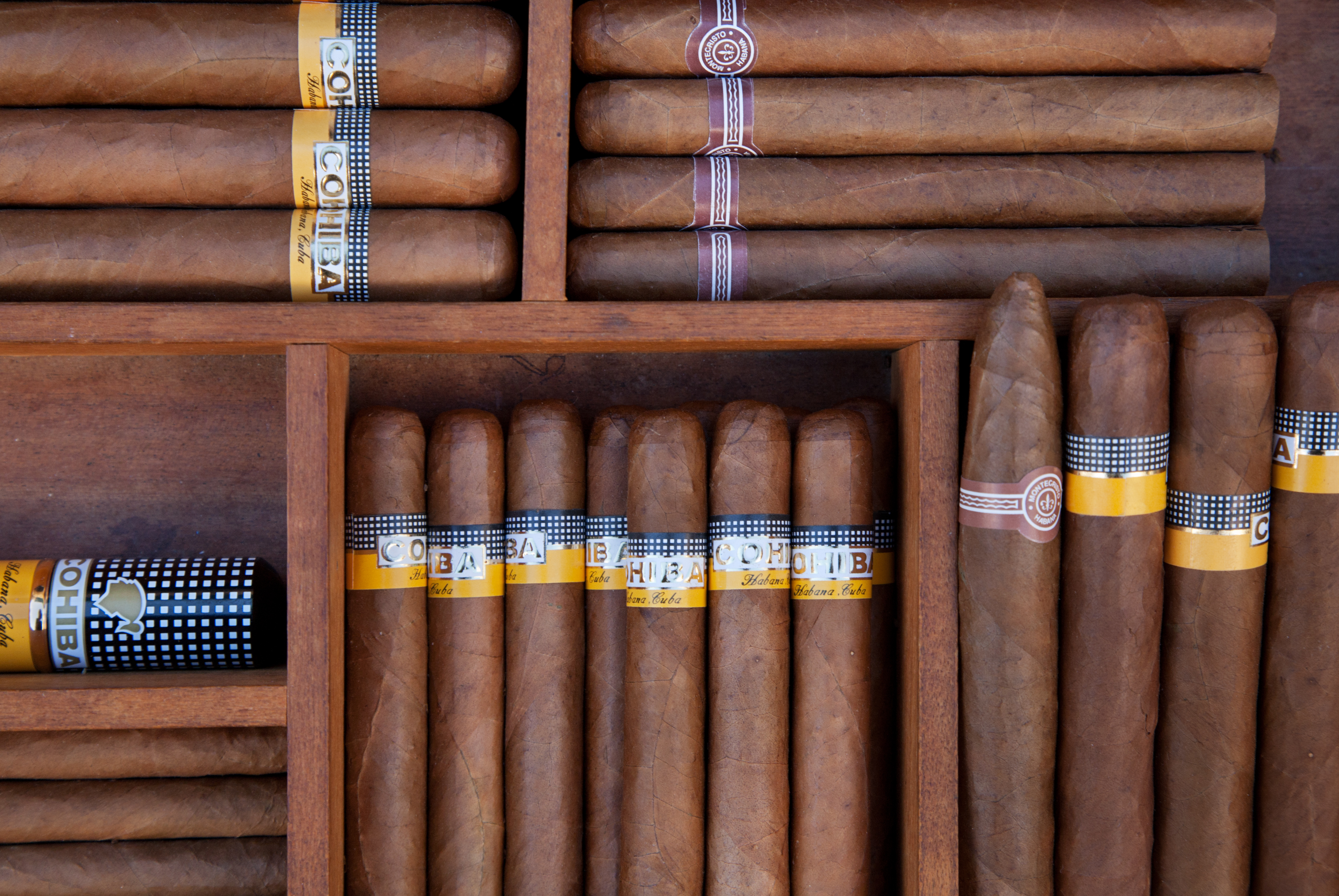
Xì gà Cohiba ở thủ đô La Havana

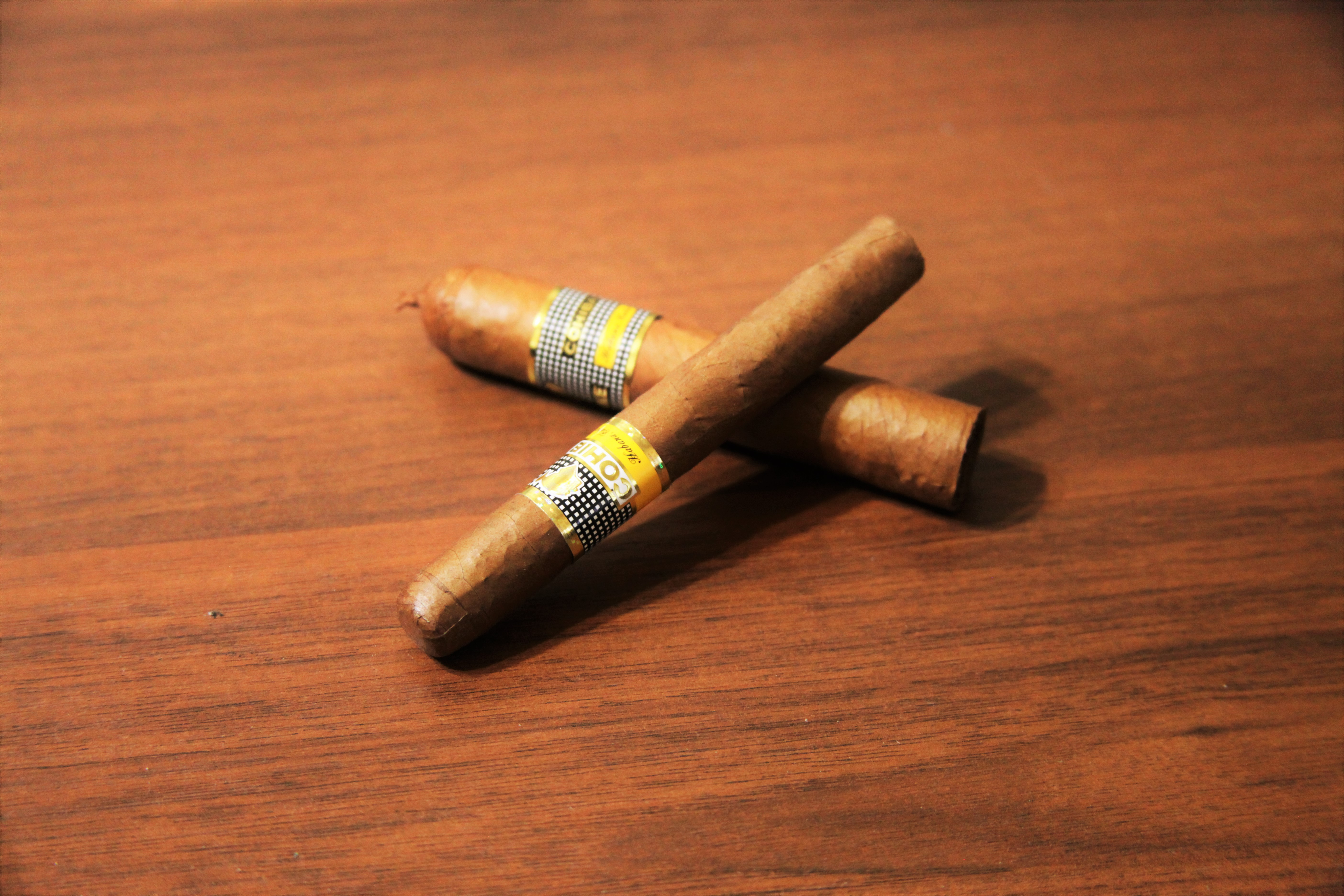
Hai điếu xì gà Cohiba

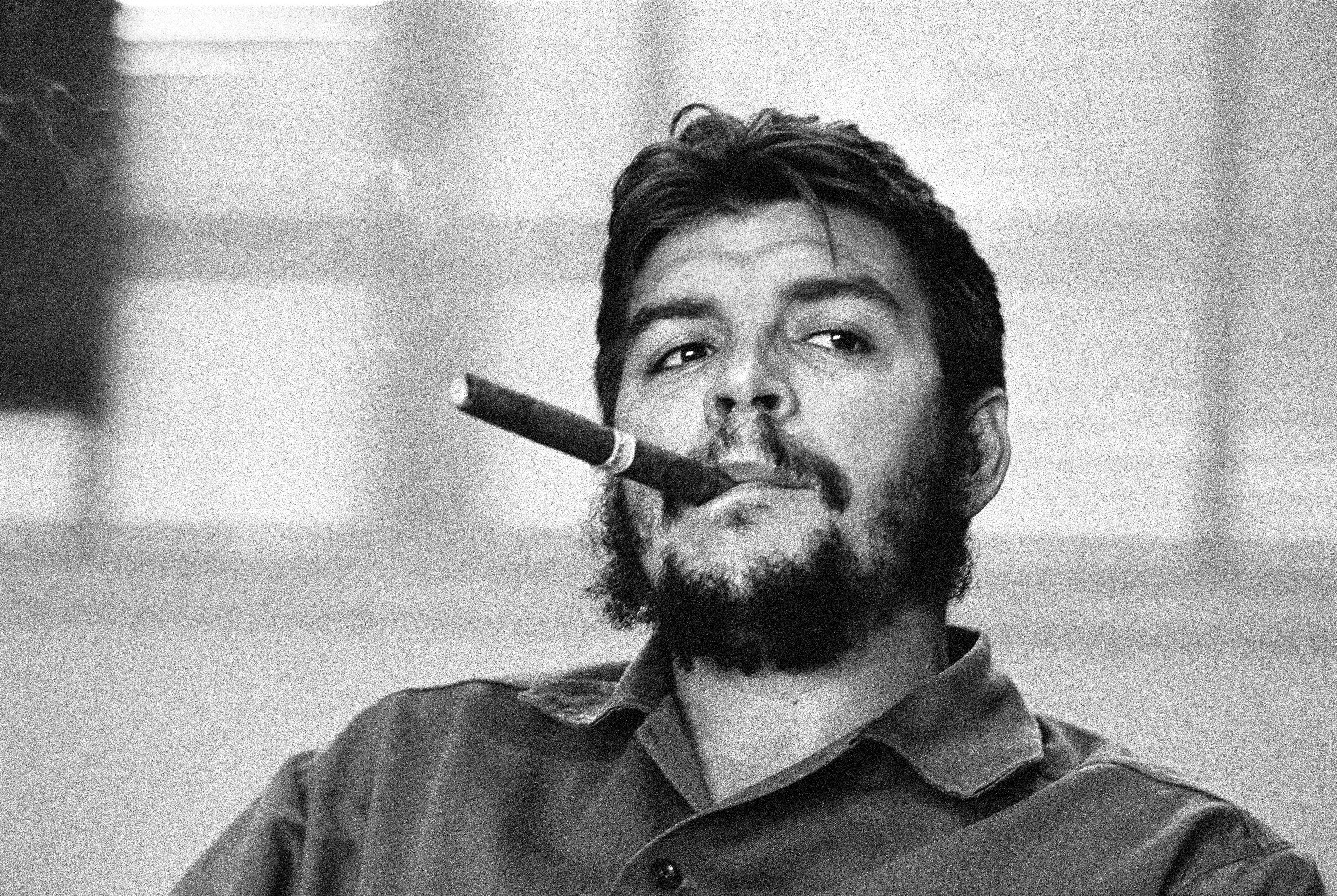
Lãnh tụ cách mạng Cuba Che Guevara đang hút xì gà

Xì gà Cohiba là một thương hiệu cho hai dòng xì gà cao cấp, một loại được sản xuất tại Cuba (được gọi là xì gà Cuba) từ hãng Habanos S.A. vốn là một công ty thuốc lá do nhà nước sở hữu ở Cuba, và loại còn lại được sản xuất tại Cộng hòa Dominica để phân phối cho hãng General Cigar Company có trụ sở tại Hoa Kỳ. Thương hiệu xì gà Cuba Cohiba chứa đầy hàm lượng thuốc lá có nguồn gốc từ vùng Vuelta Abajo của Cuba nơi mà quy trình chế biến xì gà sẽ phải trải qua quá trình lên men bổ sung. Nhãn hiệu xì ga Cohiba của Cuba được thành lập vào năm 1966 như một thương hiệu tư nhân sản xuất giới hạn cung cấp độc quyền cho Fidel Castro và các quan chức cấp cao trong Đảng Cộng sản Cuba và chính phủ Cuba. Dòng hàng xa xỉ phẩm này thường được tặng như món quà ngoại giao và thương hiệu Cohiba dần dần phát triển thành một "tôn giáo". Lần đầu tiên sản phẩm được bán ra thị trường cho công chúng vào năm 1982, dòng Cohiba Siglo VI đã nhận được một số điểm cao nhất trong dòng sản phẩm này từ các bài đánh giá ẩn danh, bao gồm 93 điểm từ Cigar Aficionado và 90 điểm từ Blind Man's Puff.
Trong khi đó thì thương hiệu Cohiba của Hoa Kỳ đã được General Cigar Company đăng ký tại Hoa Kỳ vào năm 1978 và xì gà sử dụng nhãn hiệu đó đã được sản xuất cho thị trường Hoa Kỳ tại Cộng hòa Dominica trên quy mô lớn từ năm 1997. Loại xì gà Cohiba này chỉ liên quan đến sản phẩm của Cuba về tên gọi, không chứa thuốc lá Cuba và do đó là loại "Cohiba" duy nhất có thể được bán hợp pháp tại Hoa Kỳ. Nguồn gốc của xì gà Cohiba của Cuba có nguồn gốc từ giữa những năm 1960, khi một vệ sĩ của Fidel Castro chia sẻ một số xì gà do một nghệ nhân địa phương tên là Eduardo Rivera làm ra trong nguồn cung cấp riêng của ông. Những điếu xì gà này làm Castro hài lòng đến nỗi một sản phẩm đặc biệt của hỗn hợp không nhãn hiệu này, được sản xuất trong điều kiện an ninh chặt chẽ, đã được thực hiện cho Castro và các quan chức chính phủ cấp cao khác. Thương hiệu Cohiba của Cuba được chính thức ra mắt vào năm 1968 theo chỉ đạo của Cubatabaco, cục tiếp thị thuốc lá của nhà nước Cuba. Người đứng đầu Cubatabaco đã chỉ thị cho Avelino Lara, người đứng đầu nhà máy El Laguito, tạo ra một sự pha trộn siêu cao cấp mới khác biệt so với tất cả các loại xì gà Cuba đã có trước đó. Trong vài năm đầu sản xuất, chỉ có vài nghìn hộp được sản xuất hàng năm, dành riêng cho các quan chức chính phủ cấp cao sử dụng và thường được tặng làm quà tặng ngoại giao.